# Can Ferrer de la Cogullada
Can Ferrer de la Cogullada és un llogaret i una entitat singular de població del municipi del Montmell (Baix Penedès).
Can Ferrer de la Cogullada, popularment anomenat a la comarca "Can Ferrer", està situat al límit occidental del terme municipal del Montmell, fent partió amb el termes d'Aiguamúrcia i Vila-rodona i alhora amb l'Alt Camp. Ocupa una àrea enlairada a la Serreta de Can Ferrer entre el torrents de Cal Garrió (nord) i el de Perafita (sud) a una altitud de 437 m. Constava com una caseria el 1989. Entre el nucli i el disseminat hi viuen 25 persones (2020).
Can Ferrer de la Cogullada és al vessant nord-occidental de la serra del Montmell (Serralada Prelitoral) al nord del Puigmoltó (544 m) i la Roca de l'Àliga (651 m).
Des de la carretera C-51 que va des del Vendrell a Valls, després de passar el poble de Rodonyà, a la dreta surt una carretera (TV-2444) que ens porta a Can Ferrer de la Cogullada. També s'hi pot accedir des d'Aiguaviva (el Montmell) o des de Vila-rodona (Alt Camp) per la carretera TV-2443 que uneix les dues poblacions.